# Volvo V70
Volvo V70 är en personbil från Volvo Personvagnar som tillverkades i tre generationer mellan 1997 och 2016.

## V70 1997–2000

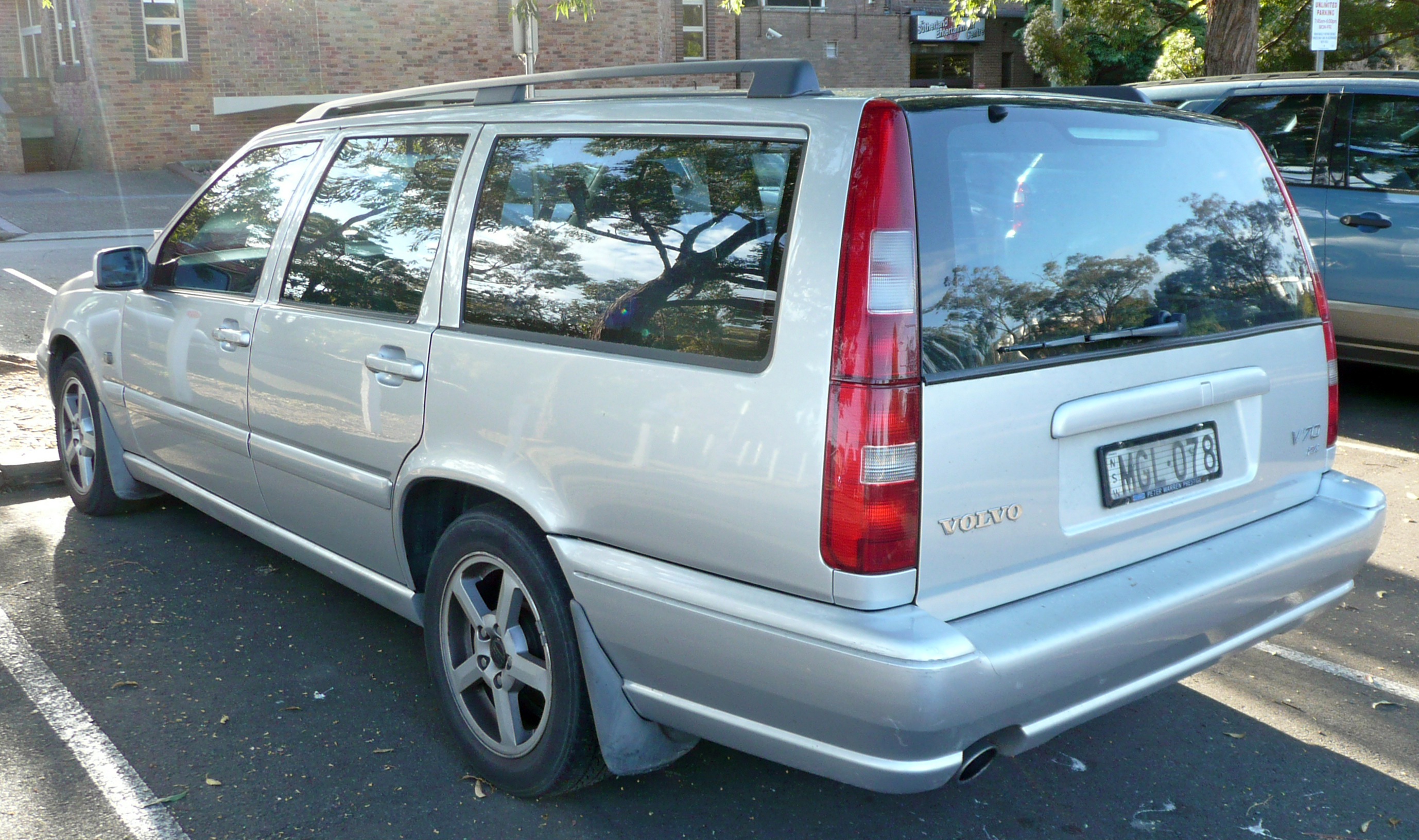
V70 sedd bakifrån.

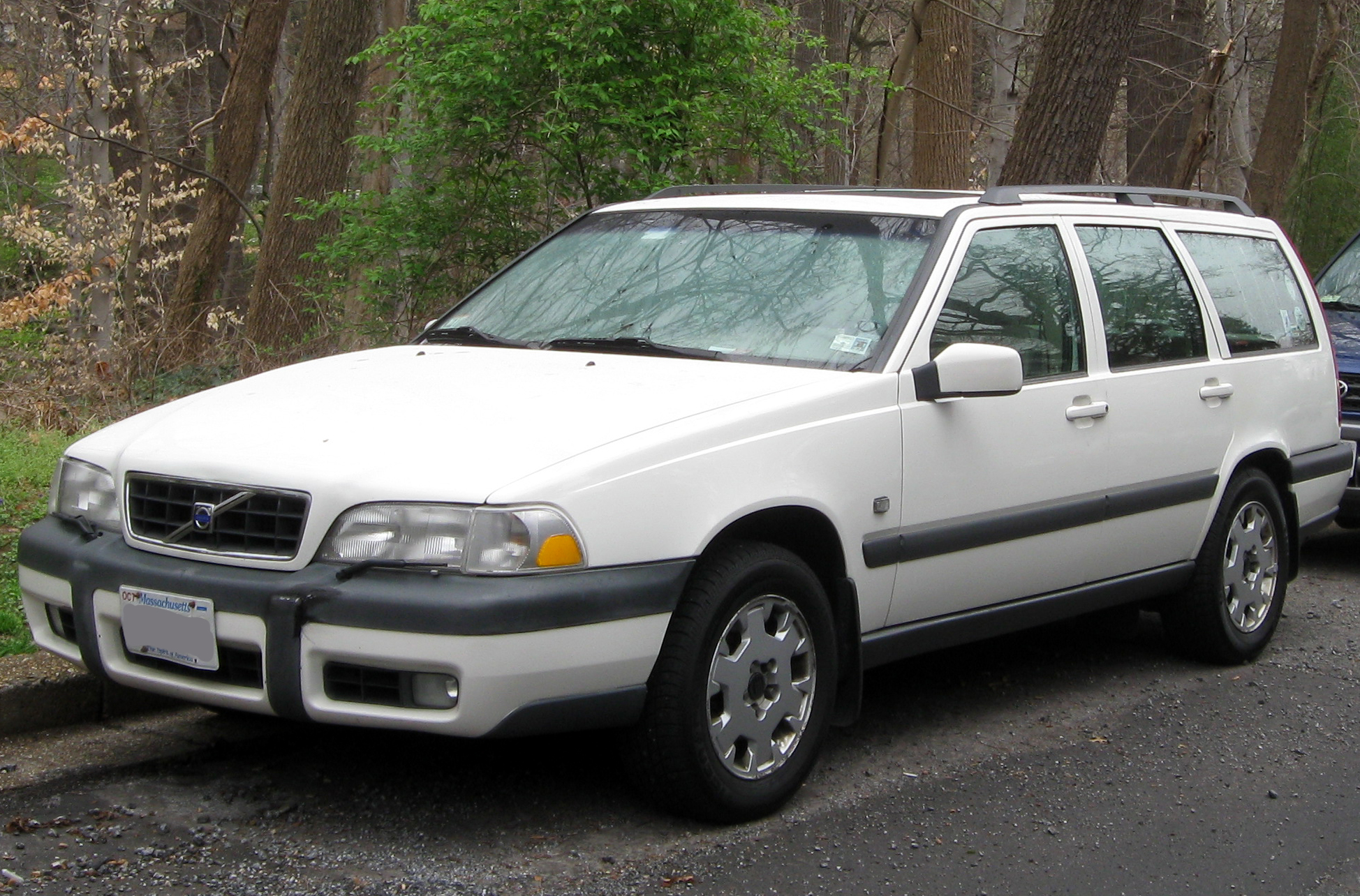
V70 Cross Country

Under perioden 1996 lanserade Volvo en ny bilmodell med beteckningen V70 baserad på den tidigare modellen Volvo 850. Bokstaven "V" i beteckningen är en förkortning av engelskans versatility (mångsidighet). Jämfört med Volvo 850 hade V70 förändrats på 1800 punkter.
V70 kunde erbjudas med flera motoralternativ, så som till exempel "S/SE" som hade en 2,4 liters sugmotor på 106 kW (senare 103 kW), "GLT" som hade 121 eller 125 kW och en 2,4 liters motor med lättrycksturbo på 142 kW (som senare kunde erbjudas med fyrhjulsdrift). "T5" erbjöds med en motor på 2,3 liter med högtrycksturbo med toppeffekten 177 kW. Precis som företrädaren 850 hade även S/V70 en femcylindrig dieselmotor från konkurrenten Volkswagen AG.
1998 lanserades den första generationen av Volvo XC som då kallades V70XC Cross Country.

### V70 XC
V70 XC även kallad V70 Cross Country marknadsfördes som Volvos första SUV. Modellen utrustades med AWD-systemet som standard bestående av en Viskokoppling tillverkad av dåvarande GKN Driveline. Modellen utrustades med styvare krängningshämmare och karossen höjdes 35mm. Nivåmatic självreglerande nivåhöjning på bakaxeln tillverkad av Sachs AG infördes som standard. Karossförändringar bestod av nya stötfångare fram och bak, en ny design på lasthållaren på taket, ny grill, ett emblem med texten "Cross Country"  och plastdetaljerna runt om bilen lämnades omålade. Endast bensinmotor var valbart.

### V70R
År 1997 lanserades prestandavagnen "V70R" med en femcylindrig fulltrycksturbo med toppeffekten 184 kW med manuell växellåda och 177 kW med automatlåda. Vad gäller framdrivningen fanns dels en version med endast framhjulsdrift (FWD) eller fyrhjulsdrift (AWD). I och med V70R lanserades även en ny färg på karossen, nämligen Volvos saffransgula som numera är en klassiker bland Volvo-färger. År 1999 lanserades en ny modell med beteckningen "R". Motorns effekt var nu på 184 alternativt 195 kW. Bilen fick nu ytterligare en spektakulär färg, laserblå.  R-modellen tillverkades dock i endast 333 exemplar.
V70R utmärkte sig för den tiden som en 'Familje-racer' eftersom den var i kombiutförande och något liknande inte fanns på marknaden. 1999–2000 fanns V70R endast med AWD och automatlåda. Två varianter fanns: 250 hästkrafter och en adaptiv fyrstegsväxellåda eller 265 hästkrafter med en ny adaptiv femstegslåda. En V70R har bland annat följande utrustning:
- 250 hk med manuell låda alternativt 240/250/265 hk som automatväxlad
- 17 tums Comet-fälgar för FWD varianten. Bilar med AWD hade samma design fast i 16 tum, då kallade Meteor.
- Blå mätartavlor i instrumenthuset.
- Beige eller svart skinnklädsel med mockainlägg.
- Elstyrda framsäten, förarstolen har tre stycken programmerbara minnen.
- Stolsvärme både fram och bak.
- Paneler av mörk 'valnöt' eller ljus 'björk' eller aluminium.
- Instrumentens mätartavlor är blåfärgade.
- ECC klimatanläggning med partikelfilter och vänster och höger inställning - klimatanläggning 2-zoner.
- En (för den tiden) högprestanda ljudanläggning.
- Instrumentbrädan har antingen en mittre surroundhögtalare monterad eller en display för GPS-navigation.
- Avgassystemet har en större öppning vid utblåset. AWD-modellen kunde även fås med dubbla utblås.
- Taklucka i glas fanns som tillval.

### V70 Classic
Under mitten av 1999 började den första varianten av V70 att närmade sig sitt avslut i tillverkningen. En ny modell med beteckningen 'V70 Classic' lanserades år 2000.  Den var i basutförande extrautrustad jämfört med tidigare standardmodeller. Denna variant tillverkades från september år 1999 till maj 2000, och tillverkades parallellt med den nya modellen 'V70N' från februari år 2000.
V70N tillverkades i Torslanda (Göteborg) medan V70 Classic tillverkades i Gent i Belgien. V70 Classic hade som standard en ny typ av tygklädsel, men kunde även som tidigare V70 vara utrustad med del- eller helskinnklädsel. Panelerna var som standard antingen imiterat svart marmormönster eller aluminium. V70 och V70 Classic finns som både manuell och automat. De kännetecknas som relativt bensinsnåla, runt 0,9 liter per mil vid blandad körning med manuell växellåda och något mer som automatväxlad, såklart beroende på vilket motoralternativ. Källa: https://teknikensvarld.se/provkorning-av-volvo-v70-24-140170-hk-122711/
V70 tillverkades på fabrikerna i Gent i Belgien, Halifax i Kanada och på Torslandaverken utanför Göteborg

### Modeller och motorprogram
Bensin
| Modellnamn | Effekt (hk) | Vridmoment (Nm@rpm) | Volym (cm³) | Motormodell | Kommentar                                                        |
| ---------- | ----------- | ------------------- | ----------- | ----------- | ---------------------------------------------------------------- |
| 2.0        | 126         | 170@4800            | 1984        | B5204       | Rak femcylindrig bensinmotor                                     |
| 2.4        | 140         | 206@3300            | 2435        | B5244 S2    | Rak femcylindrig bensinmotor                                     |
| 2.5        | 144         |                     | 2435        | B5252 S     | Rak femcylindrig bensinmotor                                     |
| GLT        | 170         | 220@3300            | 2435        | B5254 S     | Rak femcylindrig bensinmotor                                     |
| 2.0T       | 180         | 240@1800            | 1984        | B5204 T3    | Rak femcylindrig bensinmotor med lättrycksturbo                  |
| 2.5T       | 193         | 270@1800            | 2435        | B5254 T     | Rak femcylindrig bensinmotor med lättrycksturbo                  |
| 2.5T AWD   | 193         | 270@1800            | 2435        | B5254 T     | Rak femcylindrig bensinmotor med lättrycksturbo                  |
| 2.4T AWD   | 193         | 270@1600            | 2435        | B5244 T     | Rak femcylindrig bensinmotor med lättrycksturbo                  |
| T5         | 240         | 330@2700            | 2319        | B5234 T3    | Rak femcylindrig bensinmotor med högtrycksturbo                  |
| R AWD      | 250         | 340@2700            | 2319        | B5234 T4    | Rak femcylindrig bensinmotor med högtrycksturbo (1998 och äldre) |
| R AWD      | 265         | 350@2500            | 2435        | B5244 T2    | Rak femcylindrig bensinmotor med högtrycksturbo (1999 och nyare) |

Diesel
| Modellnamn | Effekt (hk) | Vridmoment (Nm@rpm) | Volym (cm³) | Motormodell | Kommentar                                        |
| ---------- | ----------- | ------------------- | ----------- | ----------- | ------------------------------------------------ |
| TDI / 2.5D | 140         | 290@1900            | 2460        | D5252 T     | Rak femcylindrig dieselmotor med turbo, från VAG |

Gas
| Modellnamn | Effekt (hk) | Vridmoment (Nm@rpm) | Volym (cm³) | Motormodell | Kommentar                                                                         |
| ---------- | ----------- | ------------------- | ----------- | ----------- | --------------------------------------------------------------------------------- |
| Bi-Fuel    | 140         | 206@3300            | 2435        | B5244 SG    | Rak femcylindrig metan-/bensinmotor (för fordonsgas, dvs. biogas eller naturgas). |

## V70N 2000–2007
- År 2000 presenterades en ny Volvo V70 baserad på den nya P2-plattformen som först sågs i Volvo S80 år 1998 och senare i S60, XC90 och ett par Ford-modeller i USA. Modellen behöll sina kärnvärden såsom säkerhet, funktion och driftsäkerhet, men fräschades allmänt upp på alla punkter jämfört med sin föregångare. Till en början erbjöds Volvo V70N endast med bensinturbomotorerna 2.4T på 200 hk samt T5 på 250 hk.
- Till 2001 års modell kompletterades motorutbudet med två femcylindriga bensin-sugmotorerna på 2,4 liter med 140 respektive 170 hk samt en köpt turbodiesel-motor från VAG (samma dieselmotor som satt i V70 Gen1).
- Under 2001 till årsmodell 2002 presenterades Volvos nya D5-motor, den första egenutvecklade commonrail dieselmotor med fem cylindrar och en slagvolym på 2,4 liter som utvecklade 163 hk och 340 Nm. Motorn fick god kritik för mycket lite dieselknatter, låg ljudnivå och låg bränsleförbrukning. 140 hk-modellen konverterades också för gasdrift med tilläggsnamnet Bi-fuel, med extra gastankar; CNG-modellen med högtryckstankar för metangas kallad fordonsgas, det vill säga biogas eller naturgas, samt den kortlivade LPG-modellen med lågtryckstankar för flytande gasol.
- 2003 års modell av V70 introducerade fyrhjulsdrift från Haldex, kombinerat med antingen den nya 2.5T bensinmotorn på 210 hk (som ersatte 2.4T) eller nya D5-motorn på 163 hk. Ratt med nytt Volvo-emblem. Från och med chassinummer ...-310308 (Torslandabyggda bilar) och chassinummer ...-311801 (Gentbyggda bilar) så byttes bakre torkarmotor, torkararm och torkarblad till ny modell med viloläge höger istället för vänster.
- 2004 års modell hade några mindre kosmetiska uppgraderingar som nya fälgar, färger och nya mätartavlor med kromad ring. Nyckel med integrerad fjärrkontroll och nya backspeglar. V70 Sport edition lanserades, med en antracitgrå lack kombinerat med silverlackade lister och takrails. Sport edition fanns med 2.5T, T5 samt D5. V70R AWD introducerades, 300 hk, fyrhjulsdrift, aktivt 4C-chassi (aktiva stötdämpare) samt omarbetad och till stor del ny unik interiör och exteriör. Motorn levererar 400 Nm med sexväxlade manuella lådan M66, de V70R som har automatisk växellåda, Aisin AW 55-50SN, har en vridmomentsbegränsning till 350 Nm för att passa växellådans maxkapacitet. Inredningsdetaljerna i plast som tidigare varit i färgen Graphite byts nu till den någon mörkare färgen Charcoal.
- 2005 års modell: V70 fick en omfattande ansiktslyftning med lackade plastdetaljer, nya strålkastare fram, nya bakljus, yttre backspeglar från V70R, nya stötfångare både fram och bak samt uppdaterad interiör och nya el- och ljudsystem. Nyutvecklad T5-motor (2,4 liter jämfört med tidigare 2,3) på 260 hk och 350 Nm. Volvo-loggan på bakluckan flyttades upp från vänster om registreringsskylten till i mitten ovanför registreringsskylten.
- 2006 års modell: D5 fick höjd effekt, från 163 till 185 hk samtidigt som vridmomentet ökade till 400 Nm. Till detta kom också en ny 6-stegad automatisk växellåda från Aisin Aw benämnd TF80-SC, som även blev ny i V70R och dess tidigare vridmomentsbegränsning togs bort. AWD systemet i V70R fick nu InstantTraction, som ger snabbare respons hos Haldex-kopplingen i fyrhjulsdriftsystemet vid start från stillastående på halt underlag. V70R AWD fick den nya sexstegade automatlåda från S80 V8 AWD och möjliggör fullt vridmoment på 400 Nm mot tidigare 350.
- 2007 års modell: Nytt var att sidoblinkersen flyttats upp i backspeglarna som ärvts ned från nya generationen Volvo S80. Classic-modellen med extra omfattande utrustningsnivå introduceras som 2007 års modell.
- 2008 års modell: Producerades samtidigt som nya V70 II, byggd på Fords EUCD-plattform, såg dagens ljus. Modellen benämns Classic och fick bland annat dörrhandtag i krommetallic.

V70 finns även i ett crossoverutförande, kallad Volvo XC70. AWD, plastskärmar och högre markfrigång är det som syns exteriört. Interiört är bilen identisk med V70, undantaget ett metallhandtag på mittkonsolen. Drivlinan är kraftigare dimensionerad med annan fjädring, andra länkarmar och så vidare.
V70 tillverkades i Torslanda, Sverige samt i Gent, Belgien. Volvo V70 finns i mängder av olika utföranden utöver standard, bland annat som taxi och polisbil.
Volvo V70 brukar betraktas som en bil med mycket höga bruksegenskaper, rymlig, komfortabel och modellen anses också vara en av marknadens säkraste. Modellens svaghet är de höga ägandekostnaderna, beroende på relativt hög bränsleförbrukning (och därmed högt koldioxidutsläpp, undantaget Bi-fuel-modellerna när de körs på biogas), höga service- och reparationskostnader samt ett på senare tid "bara" genomsnittligt andrahandsvärde. V70 är Sveriges mest sålda bil år 2014. Närmare bestämt 23624 st. Källa: https://autonytt.se/mest-salda-bilarna-sverige-2014-topp-20/

### Modeller och motorprogram
Bensin
| Modellnamn                        | Effekt (hk) | Vridmoment (Nm@rpm) | Volym (cm³) | Motormodell | Kommentar                                       |
| --------------------------------- | ----------- | ------------------- | ----------- | ----------- | ----------------------------------------------- |
| 2.0T (Export) (2000-2004)         | 163         | 240@2200-4800?      | 1984        | B5204 T     | Rak femcylindrig bensinmotor med lättrycksturbo |
| 2.0T (Export) (2004-2007)         | 180         | 240@2200-5000       | 1984        | B5204 T5    | Rak femcylindrig bensinmotor med lättrycksturbo |
| 2.4 (2001-2007)                   | 140         | 220@3750            | 2435        | B5244 S2    | Rak femcylindrig bensinmotor                    |
| 2.4 (2001-2003)                   | 170         | 230@4500            | 2435        | B5244 S     | Rak femcylindrig bensinmotor                    |
| 2.4 (2003-2007)                   | 170         | 230@4500            | 2435        | B5244 S     | Rak femcylindrig bensinmotor                    |
| 2.4T 2.4T AWD (2000-2003)         | 200         | 285@1800-5000       | 2435        | B5244 T3    | Rak femcylindrig bensinmotor med lättrycksturbo |
| 2.5T 2.5T AWD (2002-2007)         | 210         | 320@1500-4500       | 2521        | B5254 T2    | Rak femcylindrig bensinmotor med lättrycksturbo |
| T5 (2000-2004)                    | 250         | 330@2400-5200       | 2319        | B5234 T3    | Rak femcylindrig bensinmotor med högtrycksturbo |
| T5 (2004-2007)                    | 260         | 350@2100-5000       | 2401        | B5244 T5    | Rak femcylindrig bensinmotor med högtrycksturbo |
| R AWD (5-vxl automat) (2004-2006) | 300         | 350@1800-6000       | 2521        | B5254 T5    | Rak femcylindrig bensinmotor med högtrycksturbo |
| R AWD (6-vxl automat) (2006-2007) | 300         | 400@1950-5250       | 2521        | B5254 T4    | Rak femcylindrig bensinmotor med högtrycksturbo |
| R AWD (Manuell) (2004-2007)       | 300         | 400@1950-5250       | 2521        | B5254 T4    | Rak femcylindrig bensinmotor med högtrycksturbo |

Diesel
| Modellnamn             | Effekt (hk) | Vridmoment (Nm@rpm) | Volym (cm³) | Motormodell | Kommentar                                                    |
| ---------------------- | ----------- | ------------------- | ----------- | ----------- | ------------------------------------------------------------ |
| 2.5D (TDI) (2000-2001) | 140         | 290@1900            | 2460        | D5252 T     | Rak femcylindrig dieselmotor med turbo (Motor från VAG/Audi) |
| 2.4D (2001-2005)       | 130         | 280@1750-3000       | 2401        | D5244 T2    | Rak femcylindrig dieselmotor med turbo                       |
| D5 D5 AWD (2001-2005)  | 163         | 340@1750-3000       | 2401        | D5244 T     | Rak femcylindrig dieselmotor med turbo                       |
| D (2005-2007)          | 126         | 300@1750-2250       | 2400        | D5244 T7    | Rak femcylindrig dieselmotor med turbo                       |
| 2.4D (2005-2007)       | 163         | 340@1750-2750       | 2400        | D5244 T5    | Rak femcylindrig dieselmotor med turbo                       |
| D5 D5 AWD (2005-2007)  | 185         | 400@2000-2750       | 2400        | D5244 T4    | Rak femcylindrig dieselmotor med turbo                       |

Gas
| Modellnamn              | Effekt (hk) | Vridmoment (Nm@rpm) | Volym (cm³) | Motormodell | Kommentar                                                                         |
| ----------------------- | ----------- | ------------------- | ----------- | ----------- | --------------------------------------------------------------------------------- |
| Bi-Fuel CNG (2001-2007) | 140         | 192@4500            | 2435        | B5244 SG    | Rak femcylindrig metan-/bensinmotor (för fordonsgas, dvs. biogas eller naturgas). |
| Bi-Fuel LPG (2001-2002) | 140         | 214@4500            | 2435        | B5244 SG2   | Rak femcylindrig motorgas-/bensinmotor (för gasol).                               |

## V70II 2008–2016
Volvo Personvagnars nya version av V70 introducerades på Genèvesalongen i mars 2007 som 2008 års modell. Den delar utseendet på fronten med senaste generationen Volvo S80 och bland annat är framskärmar, motorhuv och framdörrar likadana. Bilen tillverkades liksom S80 bara på Torslandaverken.
Tredje generationens V70 har i huvudsak tagits emot väl i svensk bilpress, men bakpartiets utseende har mötts av kritik såsom "för lik Mitsubishi Galant". Nya V70 har drabbats av "barnsjukdomar" bland annat i form av elektroniska mjukvarufel. Precis som för förra modellgenerationen talar bruksegenskaperna för V70, medan de höga ägandekostnaderna talar emot.
Volvo V70 2.0F hamnade på andra plats efter Ford Mondeo i Vi Bilägares lång-test 2008.

### Miljöbilar
De tidigare gasdrivna Bi-Fuelmodellerna försvann i samband med att den nya generationen av V70, som inte var förberedd för gasdrift. I stället gjordes en satsning på etanol (E85), och den första miljömotorn i den nya generationen blev 2,0 F, som var en tvåliters fyrcylindrig motor tillverkad av Ford. Den kunde köras på bensin/etanol och hade 145 hk. Trots att effekten var lika hög som i de tidigare miljöbilarna upplevde många kunder den som alltför svag pga svagt vridmoment vid låga varvtal. Därför förbereddes 2009 även den femcylindriga turbomotorn för etanoldrift med 200 hk i V70 2,5 FT.
I Sverige fanns fortfarande en viss efterfrågan på gasbilar, och därför inleddes 2009 ett samarbete med AFV, Alternative Fuel Vehicles AB, som konverterade modellen V70 2,5FT till gasdrift. Dessa kunde då köras på bensin, etanol eller biogas. De gaskonverterade bilarna kunde beställas via Volvos återförsäljarnät i Sverige. En intressant detalj var att 2,5FT vid etanoldrift hade 231 hk.  
I takt med att efterfrågan på snåla dieselmotorer ökade, ville man även ta fram en dieselvariant som klarade miljöbilsdefinitionen. Lite överraskande blev det en motor med bara 1,6 liter slagvolym, en fyrcylindrig turbodiesel med 109 hk/240Nm. Den motorn tillverkades av Ford i samarbete med Peugeot/Citroën och används i många andra bilmodeller, däribland Volvo S40/V50 inom DRIVe-programmet. Trots den lägre effekten togs den väl emot och i samband med en del andra justeringar av modellen, igensatta luftintag för att få lägre luftmotstånd och däck med mindre rullmotstånd, lyckades ambitionen att få låg bränsleförbrukning i en rymlig bil.

### DRIVe
Volvo gick i samband med introduktionen av DRIVe-versionerna på C30, S40 och V50 under hösten 2008 ut och lovade att man under 2009 som modellår 2010 skulle lansera DRIVe-versioner på XC60 och V70.
I ett pressmeddelande den 24 februari 2009 gjorde Volvo det officiellt att V70 kommer i en DRIVe-version som modellår 2010 med leveransstart hösten 2009. Motorn skulle bli samma 1,6 liters dieselmotor som i C30, S40 och V50 DRIVe med en effekt på 109 hästkrafter och ett vridmoment på 240 newtonmeter.
Volvo utlovade för V70 1.6D DRIVe en förbrukning på 4,9 l/100 km och utsläpp av koldioxid på 129 g/km.
I ett pressmeddelande 1 februari 2010 blev det officiellt att V70 DRIVe med hjälp av bland annat det som kallas bromskraftåtervinning pressats ned under 120 g/km och därmed klassas som miljöbil i Sverige. Volvo utlovar nu för V70 1.6D DRIVe en förbrukning på 4,5 l/100 km och utsläpp av koldioxid på 119 g/km.
Från och med årsmodell 2013 används inte DRIVe som modellbeteckning på själva bilarna. I stället har modellerna en standardiserad motorkod beroende på effekt och bränsletyp, till exempel D2 för de minsta dieselmotorerna och T4F för bensin/etanolmotorn på 180 hk.

### Uppdaterade dieselmotorer 2009
Den 17 februari 2009 skickade Volvo ut ett pressmeddelande med information om uppdaterade varianterna på D5 och 2.4D som tar plats i S80, V70, XC70 och XC60 under 2009.
- Den nya D5-motor på 205 hk som Volvo introducerade i Volvo S80 sent på hösten 2008 kom i V70 tidigt våren 2009 och sänkte bränsleförbrukningen från 6,7 l/100 km till 6,4 l/100 km.
- Nya 2.4D på 175 hk som först nämndes i pressmeddelande för XC60 DRIVe kom även den i de övriga bilarna under våren 2009. Bränsleförbrukningen för V70 2.4D uppgav Volvo till 5,9 l/100 km, en sänkning från 6,7 l/100 km.

Det är ännu inte känt när nya D5-motorn blir tillgänglig med fyrhjulsdrift i V70.

### Uppdaterade bensinmotorer 2009
Av information tillgänglig genom Volvo Cars Newsroom framgår att Volvo S80 till årsmodell 2010 fick ett antal ännu inte kommunicerade uppgraderingar av vissa bensinmotorer, dessa uppgraderingar förväntades samtidigt komma V70 till godo.
Bland annat noterades att 2.5T och 2.5FT blev uppgraderade genom höjt vridmoment från 300 till 340 Nm och fick höjd effekt från 200 till 231 hk. Av information given genom pressmeddelandet för den gaskonverterade modellen V70 2.5FT Bi-Fuel (se nedan) framgick att förbrukningen för V70 2.5FT i och med modellår 2010 sänktes från 9,2 till 8,8 l/100 km och därmed blev den för 2.5T sänkt från 9,5 till 8,8 l/100 km. Skälet till att 2.5FT hade lägre förbrukning än 2.5T tidigare var att 2.5FT var tvungen att komma ned till 9.2 l/100 km för att klassas som miljöbil i Sverige. Detta uppnåddes då genom ett i bakvagnen sänkt chassi för lägre luftmotstånd och begränsad fälgstorlek/däckval för sänkt rullmotstånd. Dessa Sverige-unika åtgärder kunde förväntas tas bort i och med modellår 2010 när förbrukningen kom under 9,2 l/100 km redan på den normala versionen.
Som referens kan nämnas att Volvo S80 2.5T med manuell växellåda fick sin bränsleförbrukning sänkt från 9,3 till 8,6 l/100 km medan den för motsvarande 2.5FT sänktes från 9,2 till 8,6 l/100 km.

### V70 2.5FT Bi-Fuel 2009
Volvo hade under en längre tid sagt att någon ny gasbil inte skulle vara aktuell så länge efterfrågan på gasbilar förblev begränsad. Detta hade dock inte hindrat två andra bolag, Alternative Fuel Vehicle och Tekniska Verken i Linköping AB att var för sig utveckla en gaskonvertering för Volvos mycket populära V70 2.5FT med E85/bensin-motor. Till skillnad från Volvo Personvagnar AB hade Volvo Personbilar Sverige AB under en längre tid haft en ny gasbil (Bi-Fuel) på sin önskelista och välkomnade AFV som leverantör av gaskonverterade 2.5FT genom sitt ordinarie svenska återförsäljarnät, där de kunde beställas.
Bakom bolaget AFV står en rad personer som tidigare arbetat på Volvo Personvagnar AB med såväl utveckling som produktionen av Volvos tidigare gasfordon. Om bolaget vid sidan av nyproduktion för försäljning genom Volvo Personbilar Sverige AB planerar att erbjuda gaskonvertering för eftermarknaden till kunder med äldre V70 2.5FT eller andra motorer är ännu inte känt och kan förväntas påverkas av efterfrågan på de nyproducerade bilarna. Produktionen var tänkt att starta efter semestern 2009, men försenades enligt uppgift från AFV några månader för att invänta Volvos produktionsstart av V70 2.5FT modellår 2010 som var uppgraderad med högre prestanda och kanske viktigast sänkt bränsleförbrukning. Detta innebar att man helt valde att fokusera på nyproduktion samtidigt som det är rimligt att utvecklingsjobbet man gjort på 2.5FT modellår 2009 är bevarat och bör kunna appliceras på äldre bilar om efterfrågan finns.
Produktionen eller om man vill kalla det eftermonteringen sker i en fabrik/verkstad lokaliserad i direkt anslutning till Volvos Torslandafabrik, produktionen är igång sedan slutet av 2009.
Bakom Tekniska Verkens modell kallad 3-Fuel står Tekniska Verkens avdelning som under flera år konverterat bilar till gasdrift, bland annat Huyndai Santa Fe, Skoda Octavia och flera Citroën-modeller. Tekniska Verken har också varit drivande aktiv i produktionen av biogas i Sverige, sedan 1991 drivs stadsbussarna i Linköping med biogas samt sedan många år också de flesta taxibilarna. Genom bolaget Svensk Biogas exporterar man också sin kunskap över hela världen. Gastankarna placeras i bagaget på bilen, vilket medför att bagageutrymmets golv blir förhöjt med något sämre bagageutrymme som följd. Leveranserna pågår och en stor kund är taxi-bil i Östergötland.
Eftersom organisationen Bil Sweden i sin statistik över nybilsregistrerade fordon inte skiljer 2.5FT Bi-Fuel från 2.5FT och 2.0F på grund av att bilarna är efterkonverterade Flexifuel så går det tyvärr inte enkelt ta reda på hur många bilar AFV och Tekniska Verken har konverterat till gas och som rullar på vägarna. Registreringen av Volvo Flexifuel minskade dock kraftigt under 2009, kanske som en följd av etanoldebatten, men V70 Flexifuel visade till skillnad från V50 Flexifuel under februari 2010 åter en ökande trend som kan bero på gasbilarna från AFV och Tekniska Verken. Det faktum att gasbilen Volkswagen Passat EcoFuel under början av 2010 tagit över platsen som Sveriges mest registrerade miljöbil, en plats som tidigare år har hållits av Saab BioPower och senare Volvo Flexifuel, påvisar ett skifte från E85 till gas. Dessutom har V50 1.6D DRIVe stormat om V50 Flexifuel, vilket även tyder på ett skifte från E85 till miljöbilsklassade dieselbilar.

### Modeller och motorprogram
Bensinmotorer
| Modellnamn          | Effekt (hk@rpm) | Vridmoment (Nm@rpm) | Volym (cm³) | Motormodell | Kommentar                                                                   |
| ------------------- | --------------- | ------------------- | ----------- | ----------- | --------------------------------------------------------------------------- |
| T4 (2011-2015)      | 180@5700        | 240@1600-5000       | 1595        | B4164T      | Rak fyrcylindrig bensinmotor med turbo och direktinsprutning                |
| T4 (2016)           | 190@4700        | 300@1300-4000       | 1969        | B4204T19    | Rak fyrcylindrig bensinmotor med turbo och direktinsprutning                |
| 2.0T (2010- )       | 203@6000        | 300@1750-4000       | 1999        | B4204T6     | Rak fyrcylindrig bensinmotor med turbo och direktinsprutning (Ej Sverige ?) |
| T5 (2011-2014)      | 240@5500        | 320@1800-5000       | 1999        | B4204T7     | Rak fyrcylindrig bensinmotor med turbo och direktinsprutning                |
| T5 (2014- )         | 245@5500        | 350@1500-4800       | 1969        | B4204T11    | Rak fyrcylindrig bensinmotor med turbo                                      |
| 3.2 (2010- )        | 243@6400        | 320@3200            | 3192        | B6324S5     | Rak sexcylindrig bensinmotor (FWD/AWD)                                      |
| T6 AWD (2010- )     | 304@5600        | 440@2100-4200       | 2953        | B6304T4     | Rak sexcylindrig bensinmotor med lättrycksturbo                             |
|                     |                 |                     |             |             |                                                                             |
| 2.0 (2007-2010)     | 145@6000        | 190@4500            | 1999        | B4204S3     | Rak fyrcylindrig bensinmotor                                                |
| 2.5T (2009-2010)    | 231@4800        | 340@1700-4800       | 2521        | B5254T10    | Rak femcylindrig bensinmotor med lättrycksturbo                             |
| 2.5T (2007-2009)    | 200@4800        | 300@1500-4500       | 2521        | B5254T6     | Rak femcylindrig bensinmotor med lättrycksturbo                             |
| 3.2 (2007-2010)     | 238@6200        | 320@3200            | 3192        | B6324S      | Rak sexcylindrig bensinmotor                                                |
| 3.2 AWD (2007-2010) | 238@6200        | 320@3200            | 3192        | B6324S      | Rak sexcylindrig bensinmotor                                                |
| T6 AWD (2007-2010)  | 285@5600        | 400@1500-4800       | 2953        | B6304T2     | Rak sexcylindrig bensinmotor med lättrycksturbo                             |

Dieselmotorer
| Modellnamn             | Effekt (hk@rpm) | Vridmoment (Nm@rpm) | Volym (cm³) | Motormodell | Kommentar                                               |
| ---------------------- | --------------- | ------------------- | ----------- | ----------- | ------------------------------------------------------- |
| 1.6D DRIVe (2011- )    | 114@3600        | 270@1750-2500       | 1560        | D4162T      | Rak fyrcylindrig dieselmotor med turbo (Euro 5)         |
| D5 (2009- )            | 205@4000        | 420@1500-3250       | 2400        | D5244T10    | Rak femcylindrig dieselmotor med tvåstegsturbo (Euro 5) |
| D5 AWD (2009- )        | 205@4000        | 420@1500-3250       | 2400        | D5244T10    | Rak femcylindrig dieselmotor med tvåstegsturbo (Euro 5) |
|                        |                 |                     |             |             |                                                         |
| 1.6D DRIVe (2009-2010) | 109@4000        | 240@1750            | 1560        | D4164T      | Rak fyrcylindrig dieselmotor med turbo (Euro 4)         |
| 2.0D (2007-2010)       | 136@4000        | 320@2000            | 1997        | D4204T      | Rak fyrcylindrig dieselmotor med turbo (Euro 4)         |
| 2.4D (2009-2010)       | 175@3000-4000   | 420@1500-2750       | 2400        | D5244T14    | Rak femcylindrig dieselmotor med turbo (Euro 4)         |
| 2.4D (2007-2009)       | 163@4000        | 340@1750-2750       | 2400        | D5244T5     | Rak femcylindrig dieselmotor med turbo (Euro 4)         |
| D5 (2007-2009)         | 185@4000        | 400@2000-2750       | 2400        | D5244T4     | Rak femcylindrig dieselmotor med turbo (Euro 4)         |
| D5 AWD (2007-2009)     | 185@4000        | 400@2000-2750       | 2400        | D5244T4     | Rak femcylindrig dieselmotor med turbo (Euro 4)         |
| D4 (2014-)             | 181@4250        | 400@1750-2500       | 1969        | D4204T      | Rak fyrcylindrig dieselmotor med turbo (Euro 6b)        |
| D4 (2013-2014)         | 163@3500        | 400@1500-2750       | 1984        | D5204T3     | Rak femcylindrig dieselmotor med turbo (Euro 5)         |
| D2 (2012-)             | 115@3600        | 270@1750-2500       | 1560        | D4164T      | Rak fyrcylindrig dieselmotor med turbo (Euro 5b)        |
| D3 (2011-2012)         | 163@3000        | 400@1400-2800       | 1984        | D5204T2     | Rak femcylindrig dieselmotor med turbo (Euro 5)         |
| D3 (2013-2015)         | 136@3500        | 350@1500-2250       | 1984        | D5204T7     | Rak femcylindrig dieselmotor med turbo (Euro 5)         |
| D3 (2015-)             | 150@3750        | 320@1750-3000       | 1969        | D420?T      | Rak fyrcylindrig direktinsprutad turbodiesel (Euro 6)   |
| D4 AWD (2012-2013)     | 163@4000        | 420@1500-2500       | 2400        | D5244T17    | Rak femcylindrig dieselmotor med turbo (Euro 5)         |
| D4 AWD (2014-)         | 181@4250        | 420@1500-2500       | 2400        | D5244T12    | Rak femcylindrig dieselmotor med turbo (Euro 5)         |

Övriga motorer
| Modellnamn                 | Effekt (hk@rpm) | Vridmoment (Nm@rpm) | Volym (cm³) | Motormodell | Kommentar                                                   |
| -------------------------- | --------------- | ------------------- | ----------- | ----------- | ----------------------------------------------------------- |
| 2.5FT (2009- )             | 231@4800        | 340@1700-4800       | 2521        | B5254T11    | Rak femcylindrig E85-/bensinmotor med lättrycksturbo        |
| 2.5FT AFV Bi-Fuel (2009- ) | 231@4800        | 340@1700-4800       | 2521        | B5254T11    | Rak femcylindrig metan-/E85-/bensinmotor med lättrycksturbo |
|                            |                 |                     |             |             |                                                             |
| 2.0F (2007-2010)           | 145@6000        | 190@4500            | 1999        | B4204S4     | Rak fyrcylindrig E85-/bensinmotor                           |
| 2.5FT (2008-2009)          | 200@4800        | 300@1500-4500       | 2521        | B5254T8     | Rak femcylindrig E85-/bensinmotor med lättrycksturbo        |

## Tillverkad
| År    | Volvo V70 |
| ----- | --------- |
| 2007  | 29 705    |
| 2008  | 56 305    |
| 2009  | 43 074    |
| 2010  |           |
| 2011  | 36 048    |
| 2012  |           |
| 2013  |           |
| 2014  | ≈ 27 795  |
| 2015  | ≈ 27 841  |
| 2016  | ≈ 14 888  |
| Summa |           |